# Jakub Vadlejch
Jakub Vadlejch (Praga, 10 ottobre 1990) è un giavellottista ceco, medaglia d'argento nella specialità ai Giochi olimpici di Tokyo 2020.

## Palmares
| Anno | Manifestazione  | Sede           | Evento                 | Risultato | Prestazione | Note                                     |
| ---- | --------------- | -------------- | ---------------------- | --------- | ----------- | ---------------------------------------- |
| 2007 | Mondiali U18    | Ostrava        | Lancio del giavellotto | 12º       | 65,63 m     |                                          |
| 2008 | Mondiali U20    | Bydgoszcz      | Lancio del giavellotto | 10º       | 68,79 m     |                                          |
| 2009 | Europei U20     | Novi Sad       | Lancio del giavellotto | 8º        | 69,63 m     |                                          |
| 2010 | Europei         | Barcellona     | Lancio del giavellotto | 16º (q)   | 76,04 m     |                                          |
| 2011 | Europei U23     | Ostrava        | Lancio del giavellotto | nm (q)    | nm (q)      |                                          |
| 2011 | Mondiali        | Taegu          | Lancio del giavellotto | 16º (q)   | 80,08 m     |                                          |
| 2012 | Giochi olimpici | Londra         | Lancio del giavellotto | 25º (q)   | 77,61 m     |                                          |
| 2014 | Europei         | Zurigo         | Lancio del giavellotto | 20º (q)   | 75,14 m     |                                          |
| 2015 | Mondiali        | Pechino        | Lancio del giavellotto | 20º (q)   | 78,95 m     |                                          |
| 2016 | Europei         | Amsterdam      | Lancio del giavellotto | 9º        | 78,12 m     |                                          |
| 2016 | Giochi olimpici | Rio de Janeiro | Lancio del giavellotto | 8º        | 82,42 m     |                                          |
| 2017 | Mondiali        | Londra         | Lancio del giavellotto | Argento   | 89,73 m     | Miglior prestazione personale            |
| 2018 | Europei         | Berlino        | Lancio del giavellotto | 8º        | 80,64 m     |                                          |
| 2019 | Mondiali        | Doha           | Lancio del giavellotto | 5º        | 82,19 m     |                                          |
| 2021 | Giochi olimpici | Tokyo          | Lancio del giavellotto | Argento   | 86,67 m     | Miglior prestazione personale stagionale |
| 2022 | Mondiali        | Eugene         | Lancio del giavellotto | Bronzo    | 88,09 m     |                                          |
| 2022 | Europei         | Monaco         | Lancio del giavellotto | Argento   | 87,28 m     |                                          |
| 2023 | Mondiali        | Budapest       | Lancio del giavellotto | Bronzo    | 86,67 m     |                                          |
| 2024 | Europei         | Roma           | Lancio del giavellotto | Oro       | 88,65 m     | Miglior prestazione personale stagionale |
| 2024 | Giochi olimpici | Parigi         | Lancio del giavellotto | 4º        | 88,50 m     |                                          |

## Altre competizioni internazionali
2016
- Vincitore della Diamond League nella specialità del lancio del giavellotto

2017
- Vincitore della Diamond League nella specialità del lancio del giavellotto

2023
- Vincitore della Diamond League nella specialità del lancio del giavellotto